# Třída October
Třída October je třída raketových člunů Egyptského námořnictva. Celkem byly postaveny čtyři jednotky. Jsou stále v aktivní službě.

## Pozadí vzniku
Celkem byly postaveny čtyři raketové čluny této třídy. Jejich trupy byly vyrobeny přímo v Egyptě a dokončeny ve Velké Británii. Do služby vstoupily v letech 1981–1982. Pojmenovány byly pouze čísly 785, 787, 789 a 791.

## Konstrukce
Plavidla mají dřevěný trup převzatý ze sovětské třídy Komar. Použitá výzbroj, motory či elektronika ale pochází především z Itálie a Velké Británie. Hlavňovou výzbroj tvoří čtyři 30mm kanóny umístěné ve dvojici dělových věží na přídi a na zádi. Údernou výzbroj člunů představují dva kontejnery italských protilodních střel Otomat Mk 1. Pohonný systém tvoří čtyři diesely o výkonu 5400 hp. Lodní šrouby jsou čtyři. Nejvyšší rychlost dosahuje 40 uzlů.